# Гёргиевская, Элизабета
Элизабета Гёргиевская (макед. Елизабета Ѓоргиевска; род. 6 мая 1972, Скопье, Югославия) — северомакедонский профессор стоматологического факультета и заведующая кафедрой детской и профилактической стоматологии Университета Святых Кирилла и Мефодия в Скопье.
Супруга президента Северной Македонии Стево Пендаровского. Первая леди Северной Македонии с 12 мая 2019 года.

## Биография
Элизабета Гёргиевская родилась 6 мая 1972 года в Скопье. В марте 1996 года окончила стоматологический факультет Университета Скопье (ныне Университет Святых Кирилла и Мефодия в Скопье). С 1998 года обучалась в магистратуре на том же факультете, в 2002 году защитила кандидатскую диссертацию, а в 2006 году — докторскую.
С 1997 по 1998 год работала волонтёром в Клинике челюстно-лицевой хирургии, а с 1998 года — врачом Клиники детской и профилактической стоматологии. В 2002 году сдала экзамен по специальности. В 2004 году Элизабета Гёргиевская стала младшим ассистентом, а в 2006 году — ассистентом кафедры детской профилактической стоматологии Университета Скопье. С 2008 года — доцент.
С 2002 года имеет степень магистра и специалиста по детской и профилактической стоматологии, а с 2006 года является доктором наук. Совершила несколько исследовательских визитов в университеты Великобритании, Бельгии и США, а также работала над несколькими международными исследовательскими проектами.
Опубликовала более 90 работ. Являлась членом организационных и научных комитетов нескольких национальных и международных симпозиумов и конференций. Выступала с лекциями и семинарами на научных конференциях в Северной Македонии и за рубежом. Является автором многих работ, в том числе двух монографий и соавтором ещё трёх монографий. В период с 2010 по 2014 год была председателем Македонской ассоциации детской и профилактической стоматологии. Является членом различных международных организаций, связанных со стоматологией, и приглашённым профессором Колумбийского университета в Нью-Йорке.

## Первая леди Северной Македонии
С 12 мая 2019 года является первой леди Северной Македонии.
Сопровождает своего супруга президента страны Стево Пендаровского в различных встречах между политическими деятелями и в зарубежных поездках. Например она приветствовала в своём фиолетовом платье вместе с мужем президента Польши Анджея Дуду, который совершил визит в Северную Македонию в ноябре 2021 года.

## Личная жизнь
Вместе со Стево Пендаровским воспитывает сына Огнена. Поддерживала мужа на президентских выборах страны 2014 и 2019 годов. Стево Пендаровский в одном из интервью заявил, что он взял в жёны Элизабету потому, что она «домохозяйка первой лиги, которая к тому же трудолюбива и является доктором наук».

## Комментарии
1. ↑  Также употребляется вариант Элизабета Георгиевская[2].